# Henry Toussaint

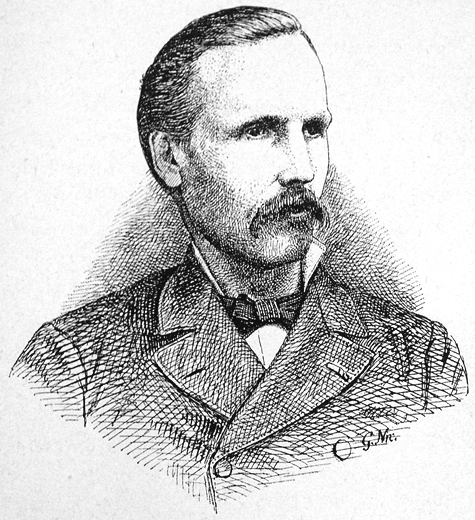
Jean-Joseph Henry Toussaint

Jean-Joseph Henry Toussaint (* 30. April 1847 in Rouvres-la-Chétive; † 3. August 1890 in Toulouse) war ein französischer Arzt und Veterinär. Er entwickelte ein Verfahren zur Impfung gegen Milzbrand, bei dem er den Erreger durch das Antiseptikum Phenol abschwächte. Dies war das erste Mal, dass für einen Impfstoff Krankheitserreger durch eine Chemikalie abgeschwächt oder getötet wurden. Louis Pasteur täuschte in seinem berühmten Experiment von Pouilly-le-Fort, in dem er seinerseits einen Milzbrandimpfstoff vorstellte, die Öffentlichkeit darüber, dass er diese Idee von Toussaint übernommen hatte.

## Leben
Henry Toussaint wurde in einem kleinen Vogesen-Dorf als Sohn eines Schreiners und einer Stickerin geboren. Im Oktober 1865 begann er ein Studium an der Tierarzneischule (École nationale vétérinaire) von Lyon und schloss es 1869 mit einem Diplom in Tiermedizin ab. Bis zum November 1876 arbeitete er dann dort als Veterinärmediziner und zugleich an der Tierarzneischule von Toulouse, wo er das Baccalauréat ablegte, um sich auf eine Stelle im Lehramt bewerben zu können.
Im Dezember 1876 wurde er zum Professor der Anatomie, Physiologie und Zoologie an der Tierarzneischule von Toulouse berufen; später wurde der Lehrstuhl für die Fächer Physiologie und Therapie umgewidmet. Außerdem wurde er in Lyon in Naturwissenschaften sowie in Humanmedizin promoviert. Der letzte Abschluss erlaubte es ihm auch, 1878 zusätzlich als Physiologie-Professor am Fachbereich Humanmedizin in Toulouse berufen zu werden.
Ab 1881 ließ seine Gesundheit wegen einer Nervenkrankheit, die nie genau diagnostiziert wurde, nach. Seine intellektuellen Fähigkeiten nahmen ab, und 1887 wurde er vom Dienst freigestellt. Das Landwirtschaftsministerium verschaffte ihm in Anerkennung seiner Verdienste um die Wissenschaft eine großzügige Rente. Trotz seines Gesundheitszustands verliehen ihm die Gelehrtengesellschaften seiner Zeit zahlreiche Auszeichnungen. Dank dieser Unterstützung verarmte Toussaint nicht und konnte bis zum Tod medizinisch behandelt werden. Nach neun Jahren Krankheiten starb er 1890 im Alter von nur 43 Jahren.

## Werk

### Studien zum Milzbrand
Als junger Professor an der Ecole vétérinaire von Toulouse arbeitete Toussaint zunächst über den Milzbranderreger. Ausgangspunkt waren die Arbeiten von Casimir Davaine, der darüber in zahlreichen Artikeln an die Akademie der Wissenschaften berichtet hatte. Seine ersten beiden Veröffentlichungen stammen aus dem Jahr 1877.
Im März 1878 bewies Toussaint in einem neuen Artikel die infektiöse Natur des Milzbranderregers und zeigte, dass die Krankheit bei Kaninchen, Meerschweinchen und Schaf identisch war. Blut von milzbrand-infizierten Tieren konnte Entzündungen hervorrufen. Dazu schlug er eine Theorie zur Wirkungsweise der Milzbranderreger vor.
1879 reiste er nach Beauce, um dort den Milzbrand zu studieren. Die Ergebnisse veröffentlichte er in einem Bericht an das Landwirtschaftsministerium. Hier konnte er zeigen, dass die Krankheit über das Futter weitergegeben wird, dass es keinen spontanen Milzbrand gibt, und dass die Aufnahme in den Körper immer die notwendige Bedingung für die Erkrankung darstellt.
1879 fasste er in seiner Doktorarbeit am Fachbereich Humanmedizin der Universität Lyon seine Arbeiten über den Milzbrand zusammen. Diese Arbeit enthält auch einen Abschnitt zur Geflügelcholera. Toussaint belegt hier, dass die Krankheit durch eine Mikrobe erregt wird und einer Septikämie gleicht. Mit dieser Arbeit bewarb sich Toussaint auch um den Bréant-Preis der Akademie der Wissenschaften, den er im folgenden Jahr erhielt.

### Die Impfung gegen Milzbrand
Anfang 1880 begann Toussaint seine Versuche zu einer Impfung gegen Milzbrand, wozu er zunächst auf filtriertes Blut zurückgriff. Weil die Filtertechnik unzuverlässig war und Versuchstiere starben, wechselte er das Verfahren, indem er Blut von an Milzbrand erkrankten Tieren von Gerinnungsfaktoren befreite und zehn Minuten lang auf 55 °C erhitzte, sowie zu 0,25 Prozent Phenol zugab. Im Mai 1880 hatte er das Verfahren der Hitzesterilisierung ausgearbeitet und außerdem festgestellt, dass er für einen sicheren Schutz die Impfung einmal wiederholen musste.
Am 12. Juli 1880 deponierte Henry Toussaint einen versiegelten Umschlag bei der Akademie der Wissenschaften. Darin schrieb er von der Möglichkeit, eine Immunität gegen Milzbrand zu erwerben. Auf Wunsch einiger Akademie-Mitglieder lüftete er schnell das Geheimnis: Am 2. August verlangte er in einem Brief, den versiegelten Umschlag aufzubrechen. In dem Text empfahl er, das defibrinierte Blut an Milzbrand erkrankter Tiere zehn Minuten lang auf 55 °C zu erhitzen. Mit diesem Impfstoff sei es ihm gelungen, junge Hunde und Hammel zu immunisieren.
Vom 6. bis 8. August 1880 organisierte Toussaint einen Demonstrationsversuch auf dem Gelände der Tierarzneischule von Alfort bei Vincennes, bei dem 20 Hammel doppelt geimpft wurden. Am 19. August stellte Toussaint sein Verfahren auch vor dem Kongress der Französischen Gesellschaft zur Förderung der Wissenschaften in Reims vor: Die Schutzwirkung seines Impfstoffs führte er auf eine Abschwächung der Erreger durch das Phenol zurück, was dem Tierkörper Zeit lasse, mit neuen Infektionen fertigzuwerden.
1881 veröffentlichte Toussaint noch einen letzten Artikel zu Fragen der Immunität gegen Milzbrand, sowie über ein neues Impfverfahren gegen Geflügelcholera. Es folgten vier Arbeiten über Tuberkulose. Sie wurden wegen seiner zunehmenden Gesundheitsprobleme zu seinen letzten wissenschaftlichen Veröffentlichungen.

### Pasteurs Experimente zur Milzbrand-Impfung
Louis Pasteur hatte bis dahin die Erreger für seinen Lebendimpfstoff gegen Geflügelcholera abgeschwächt, indem er lange Kulturpausen eingelegt hatte. Seiner Meinung nach ging die Abschwächung auf den Sauerstoff der Luft zurück. Im Mai 1881 unternahm in Pouilly-le-Fort nahe Melun einen großen Impfversuch gegen Milzbrand an 50 Hammeln. Er unterteilte sie in zwei Gruppen. Die erste Gruppe erhielt im Abstand von 15 Tagen zwei Milzbrand-Impfungen mit einem Impfstoff, der von Pasteur und seinen Mitarbeitern zubereitet worden war. Beiden Gruppen wurden daraufhin lebende Milzbrand-Bazillen injiziert. Alle ungeimpften Tiere starben; alle geimpften überlebten. Dieser Versuch trug zu Pasteurs Ruhm bei.
In seinem 1938 veröffentlichten Buch A l'ombre de Pasteur wies Adrien Loir – Neffe von Pasteur – nach, dass die zur Herstellung des Impfstoffs für den Versuch von Pouilly-le-Fort benutzten Erreger tatsächlich auf Vorschlag seiner Mitarbeiter Charles Chamberland und Émile Roux mit einem Antiseptikum – in diesem Fall Kaliumdichromat – abgeschwächt worden waren. Pasteurs Mitarbeiter verwendeten also ein Verfahren, das dem von Toussaint ähnelte, der die Erreger mit Phenol abgeschwächt hatte. Chamberland hatte von dem Verfahren Kenntnis erlangt, weil er zu den Gutachtern bei Toussaints Demonstrationsversuch gehört hatte.
Pasteurs geheime Notizen, die von ihm selbst bei der Akademie der Wissenschaften deponiert wurden und seit 1988 bekannt sind, belegen, dass er tatsächlich einen erhitzten und mit Kaliumdichromat abgeschwächten Impfstoff verwendet hatte. Er verfolgte dabei also eine Idee, für die Toussaint die Priorität zustand. In dem Bericht, den Pasteur der Akademie erstattet, erweckt er jedoch den Eindruck, dass die Erreger in seinem Impfstoff auf bewährte Weise durch Sauerstoff abgeschwächt worden seien und deswegen der Milzbrand-Versuch mit den Hammeln erfolgreich verlaufen sei.
1883 veröffentlichten Charles Chamberland und Émile Roux eine Notiz in den Comptes Rendus de l'Académie des Sciences. Demnach hätten sie unter der Anleitung von Pasteur die Wirkung einer großen Zahl von Antiseptika auf Milzbranderreger untersucht, darunter Phenol und Kaliumdichromat. Toussaint wird auch hier nicht die Priorität für das Prinzip der Abschwächung der Krankheitserreger für einen Impfstoff durch Chemikalien zugestanden. Wegen seiner Nervenkrankheit konnte er seinen Prioritätsanspruch auch nicht mehr selbst verteidigen. Zwar hatte bereits 1882 Toussaints Lehrer Auguste Chauveau auf den Prioritätsanspruch seines Schülers hingewiesen; dies geriet jedoch in der Folge zugunsten Pasteurs wieder in Vergessenheit.

### Von Toussaint
- Jean-Joseph-Henry Toussaint: Anatomie comparée du nerf pneumogastrique, faite au point de vue des applications à la physiologie expérimentale. Thèse Ecole vétérinaire de Lyon, 1869.
- Jean-Joseph-Henry Toussaint und Abbé Ducrost: Le cheval dans la station préhistorique de Solutré. Pitrat aîné, Lyon 1873.
- Jean-Joseph-Henry Toussaint: De l'intervention des puissances respiratoires dans les actes mécaniques de la digestion. Dissertation (Naturwissenschaften), Lyon 1877.
- Jean-Joseph-Henry Toussaint: Recherches expérimentales sur la maladie charbonneuse. Dissertation (Medizin), Lyon 1879.
- François Peuch und Jean-Joseph-Henry Toussaint: Précis de chirurgie vétérinaire comprenant l'anatomie chirurgicale et la médecine opératoire. Band 1, P. Asselin, Paris 1876. (Toussaint hat hier den anatomischen Teil beigetragen)
- François Peuch und Jean-Joseph-Henry Toussaint: Précis de chirurgie vétérinaire comprenant l'anatomie chirurgicale et la médecine opératoire. Band 2, P. Asselin, Paris 1877.
- Jean-Joseph-Henry Toussaint: Application de la méthode graphique à la détermination du mécanisme de la réjection dans la rumination par M. J.-A. Toussaint. Gauthier-Villars, 1874.

### Zu Toussaint
alphabetisch geordnet
- Saturnin Arloing: Les virus. 1891, S. 301–306.
- Antonio Cadeddu: Les vérités de la science. Pratique, récit, histoire : le cas Pasteur. Leo S. Olschki (Hrsg.), ISBN 88-222-5464-3, 2005.
- Jean-Baptiste Chauveau: Eloge de Henri Toussaint, sa vie et son œuvre. Discours prononcé dans la séance solennelle du 25 octobre 1900 par A. Chauveau. Asselin et Houzeau, Paris 1900.
- Charles-Ernest Cornevin: Nécrologie. M. H. Toussaint. In: Journal de médecine vétérinaire et de zootechnie. 3. Reihe, Band 14, 1890, S. 438–441.
- Philippe Decourt: Les vérités indésirables. Les archives internationales Claude Bernard, 1989, ISBN 2-903279-15-2, S. 210–239 und 285–297.
- Philippe Decourt: Note documentaire. In: Marie Nonclercq: Antoine Béchamp (1816–1908). Maloine, 1982, ISBN 2-224-00854-6, S. 235–246.
- Cécile Dorbec: Jean Joseph Henry Toussaint, sa vie, son œuvre. Dissertation Ecole nationale vétérinaire, Lyon 1998.
- François Renaud, Willy Hansen und Jean Freney: Dictionnaire des précurseurs en bactériologie. ISKA, 2005, ISBN 2-7472-0710-2.
- Adrien Loir: A l’ombre de Pasteur. Le mouvement sanitaire, 1938, S. 17–18 und 160.
- Gerald L. Geison: The private science of Louis Pasteur. Princeton University Press, 1995, ISBN 0-691-03442-7.
- N. Jussiau-Chevalier: Henry Toussaint. 1847–1890. L'œuvre d'un microbiologiste pionnier. Dissertation, Lyon 1998.
- Louis Georges Neumann: Biographies vétérinaires, avec 42 portraits dessinés par l'auteur. Asselin et Houzeau, Paris 1896, S. 383–386.
- Pierre-Yves Laurioz: Louis Pasteur, la réalité après la légende. De Paris, 2003, ISBN 2-85162-096-7.
- Jean-Pierre Morat: H. Toussaint, son œuvre. In: Lyon médical. Band 65, 1890, S. 55–65.
- Jean Théodoridès: Un grand médecin et biologiste Casimir-Joseph Davaine. Pergamon Press, 1968, S. 97, 119 und 145.